# Kildinstroï
Kildinstroï (en russe : Кильдинстрой) est une commune urbaine de l'oblast de Mourmansk, en Russie. Sa population s'élevait à 1 947 habitants en 2019.

## Géographie
Kildinstroï est située dans la péninsule de Kola, à l'extrême nord-ouest de la Russie. Elle est arrosée par le fleuve Kola et doit son nom au lac Kildinskoïe qui se trouve à proximité. Kildinstroï se trouve à 13 km au sud-est de Kola, à 17 km au sud de Mourmansk, à 23 km à l'est de Mourmachi et à 1 471 km au nord de Moscou.

## Administration
La commune urbaine de Kildinstroï, qui dépend administrativement du raïon de Kola, est le chef-lieu de l'arrondissement urbain du même nom qui regroupe 5 053 habitants.

## Histoire
La localité doit sa naissance à une vaste briqueterie devant subvenir aux nouveaux besoins de la région. Il est décidé de la construire au bord de la Kola et de bâtir une gare sur la ligne de chemin de fer déjà existante qui longe le fleuve jusqu'à Mourmansk. Les environs sont riches en argile. Les premiers ouvriers arrivent à l'été 1935 et logent sous la tente. En décembre 1936, les premières constructions en briques sont prêtes. Les infrastructures sont construites, si bien qu'en 1938, il y avait déjà 1 750 habitants disposant d'une école, d'une clinique, de crèches, d'un bain public, d'un foyer de réunion, etc.
La localité consiste en quelques barres d'immeubles de quatre étages au bord de la Kola, traversée par un pont, en pleine nature de toundra forestière.

## Population
Recensements (*) ou estimations de la population
| 1939* | 1959* | 1970* | 1979* | 1989* |
| ----- | ----- | ----- | ----- | ----- |
| 2 219 | 4 174 | 4 376 | 4 313 | 3 731 |

| 2002* | 2010* | 2012  | 2013  | 2014  |
| ----- | ----- | ----- | ----- | ----- |
| 2 861 | 2 063 | 1 976 | 1 976 | 1 936 |

| 2015  | 2016  | 2017  | 2018  | 2019  |
| ----- | ----- | ----- | ----- | ----- |
| 1 948 | 1 938 | 1 918 | 1 922 | 1 947 |

## Transport
Kildinstroïe possède une gare ferroviaire.